# Wild Boy of Burundi
Wild Boy of Burundi ist der Name eines angeblichen Wolfskindes und gleichzeitig der Titel eines 1978 veröffentlichten Buches von Harlan Lane, für das der „Wolfsjunge“ namensgebend war.

## Der Fall
Im Jahre 1976 wurde in einem Artikel in der Johannesburg Times von einem Jungen in Burundi berichtet, der angeblich von Affen aufgezogen worden sei. Zu dieser Vermutung kam es, da der Junge kein normales menschliches Verhalten zeigte und daher als sogenanntes „wildes Kind“ galt. Er soll nur affenähnliche Laute von sich gegeben und sich nur auf allen vieren fortbewegt haben. Besagter Artikel spekulierte, dass die Eltern des Jungen Opfer der Völkermorde in Burundi 1972 geworden seien und der Junge so als Waise in der Wildnis zurückblieb. Der Junge bekam den Namen John, nach Johannes dem Täufer, nach dem ein Waisenheim benannt war, in dem er untergebracht wurde.

## Das Buch
Der Autor und Psychologe Harlan Lane wurde als Experte auf dem Gebiet von „Wolfskindern“ gesehen, da er kurz zuvor, im Jahre 1976, bereits das Buch Das wilde Kind von Aveyron über den Wolfsjungen Victor von Aveyron aus Frankreich veröffentlicht hatte. Dieser soll, bis er im Jahre 1800 in seinem zwölften Lebensjahr endgültig eingefangen wurde, wild gelebt haben. Als Lane von dem Fall des Jungen aus Burundi erfuhr, kontaktierte er einen befreundeten Psychiater, Richard Pillard, und gemeinsam reisten sie nach Burundi, um den Fall zu untersuchen.
Das Buch wechselt zwischen Reiseerinnerungen von sowohl Lane als auch Pillard und romanhaft geschriebenen wissenschaftlichen Untersuchungen. Einen großen Teil des Buches nehmen die Beschreibungen der Reisevorbereitungen ein, mit allen organisatorischen und kulturellen Schwierigkeiten, die sie in Burundi erwarten würden, sowie Beschreibungen von Pressekonferenzen und Auftritten in Talkshows. Als sich die Handlung dem tatsächlichen Fall zuwendet, wird schnell klar, dass es sich dabei nur um einen Hoax gehandelt hatte. Anders als der ursprüngliche Artikel vermuten ließ, handelte es sich bei dem Jungen nicht um ein Wolfskind, sondern er war vermutlich Autist. Ebenso war er auch nicht von Affen großgezogen worden, sondern als Waise in verschiedenen Heimen und bei Pflegefamilien aufgewachsen.